# Heterobelba stellifera
Heterobelba stellifera är en kvalsterart som beskrevs av Okayama 1980. Heterobelba stellifera ingår i släktet Heterobelba och familjen Heterobelbidae.

## Underarter
Arten delas in i följande underarter:
- H. s. stellifera
- H. s. formosana